# Dactylographie
 (mai 2014).
Si vous disposez d'ouvrages ou d'articles de référence ou si vous connaissez des sites web de qualité traitant du thème abordé ici, merci de compléter l'article en donnant les références utiles à sa vérifiabilité et en les liant à la section « Notes et références ».

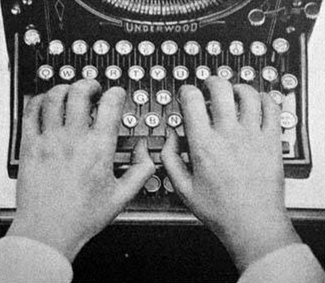
Position de base des doigts sur une machine à écrire du milieu du XXe siècle (clavier QWERTY).

La dactylographie (du grec ancien « δάκτυλος » (doigt) et « γραφή » (écriture, - graphie)) est l'action de saisir un texte sur un clavier (de machine à écrire ou d'ordinateur). Celui qui pratique la dactylographie, en tant que loisir ou métier, est un dactylographe. La pratique du métier nécessite l'utilisation des dix doigts avec rapidité, fluidité et précision, sans regarder les touches du clavier afin de concentrer son regard sur le texte à saisir. La pratique du loisir peut quant à elle utiliser seulement deux doigts au lieu de dix, ce qui est le cas de la majorité des gens la pratiquant ; l'utilisation des dix doigts nécessite en effet une méthode et un temps d'apprentissage plus long et est moins spontanée. L'utilisation de deux doigts n'est toutefois pas recommandée pour la santé (troubles musculosquelettiques) et est beaucoup moins efficace tant en vitesse qu'en confort,.

## Avantages
Une bonne dextérité sur un poste de travail ergonomique amoindrit la fatigue et l'usure : elle épargne les yeux et les cervicales si on regarde constamment ce qui se passe à l'écran ou sur la feuille. Elle permet d'éviter certains troubles musculaires au niveau des mains, que de mauvaises habitudes de frappe pourraient engendrer, en répartissant par exemple équitablement la charge de chaque doigt sur l'ensemble des touches du clavier.

## Méthodes de frappe
Les méthodes d'apprentissage préconisent d'afficher à la hauteur des yeux une maquette de clavier. On regarde celle-ci pour s'habituer à une frappe dite « à l'aveugle ».
Le plus souvent, pour accélérer sa vitesse de frappe, c'est la pratique en elle-même qui finit par porter ses fruits. Cette vitesse est mesurée en nombre de mots ou de caractères par minute.
Il existe plusieurs méthodes, sites et logiciels permettant d'apprendre comment parfaire cette mémoire des muscles et du toucher.
En dehors de celles-ci, d'autres méthodes sont recommandées. On retient notamment la méthode de répétition. Il provient de certains experts que copier au moins 10 fois par jour cette phrase sur le clavier : « Portez ce vieux whisky au juge blond qui fume ». En effet, cette phrase, sans être le plus court, est le pangramme le plus connu,,. L'écrire au moins 10 fois par jour rapidement incite donc à toucher toutes les lettres du clavier. Et, la répétition au quotidien aide la mémoire à enregistrer les différentes positions des lettres sur le clavier.

## Ergonomie du clavier

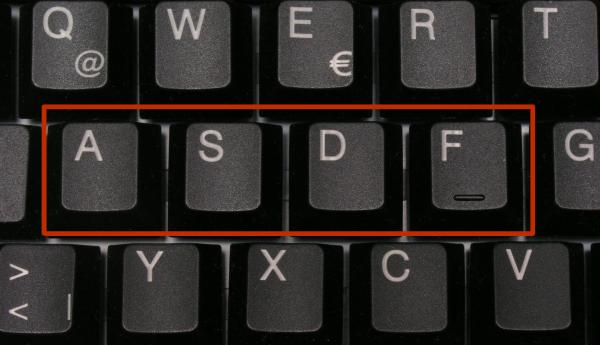
Les touches de repos de la main gauche sur une disposition de clavier QWERTZ.

Presque tous les claviers d'ordinateurs possèdent deux repères placés sur les touches qui doivent être situés sous les deux index en position initiale sur la rangée de base, de repos. Ces repères en relief permettent de placer et de replacer ses doigts sur le clavier sans le regarder et en s'aidant uniquement du toucher des deux index. Cela permet ainsi de ne pas lâcher l'écran des yeux et donc de rester concentré sur les caractères qui apparaissent à l'écran.
Sur les claviers téléphoniques, aussi bien mobiles que fixes, on retrouve également un repère situé sur la touche 5, qui est obligatoire puisqu'il permet aux déficients visuels (aveugles et malvoyants) de se servir des téléphones plus facilement.

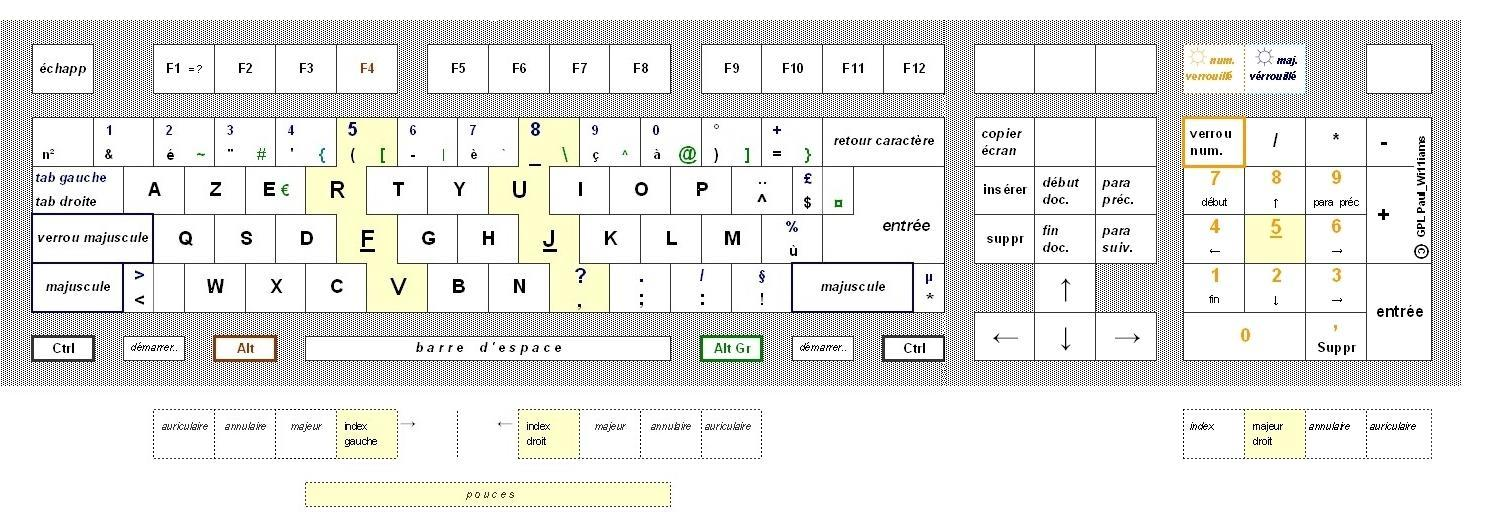
Repérage des touches d'un clavier AZERTY.

## Histoire

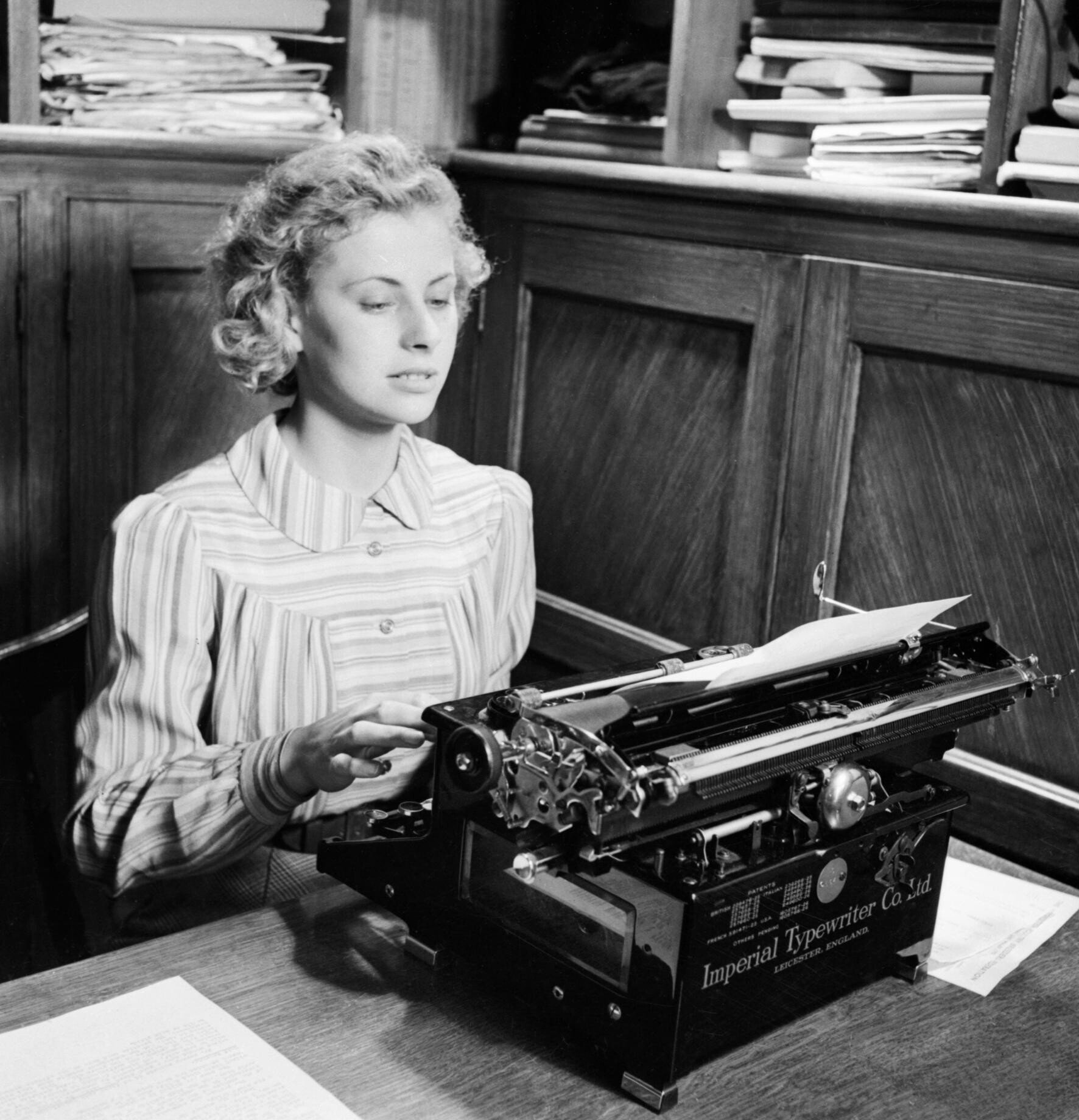
Iris Joyce, dactylographe, 1942, avant qu'elle n'appartienne à la Women's Land Army.

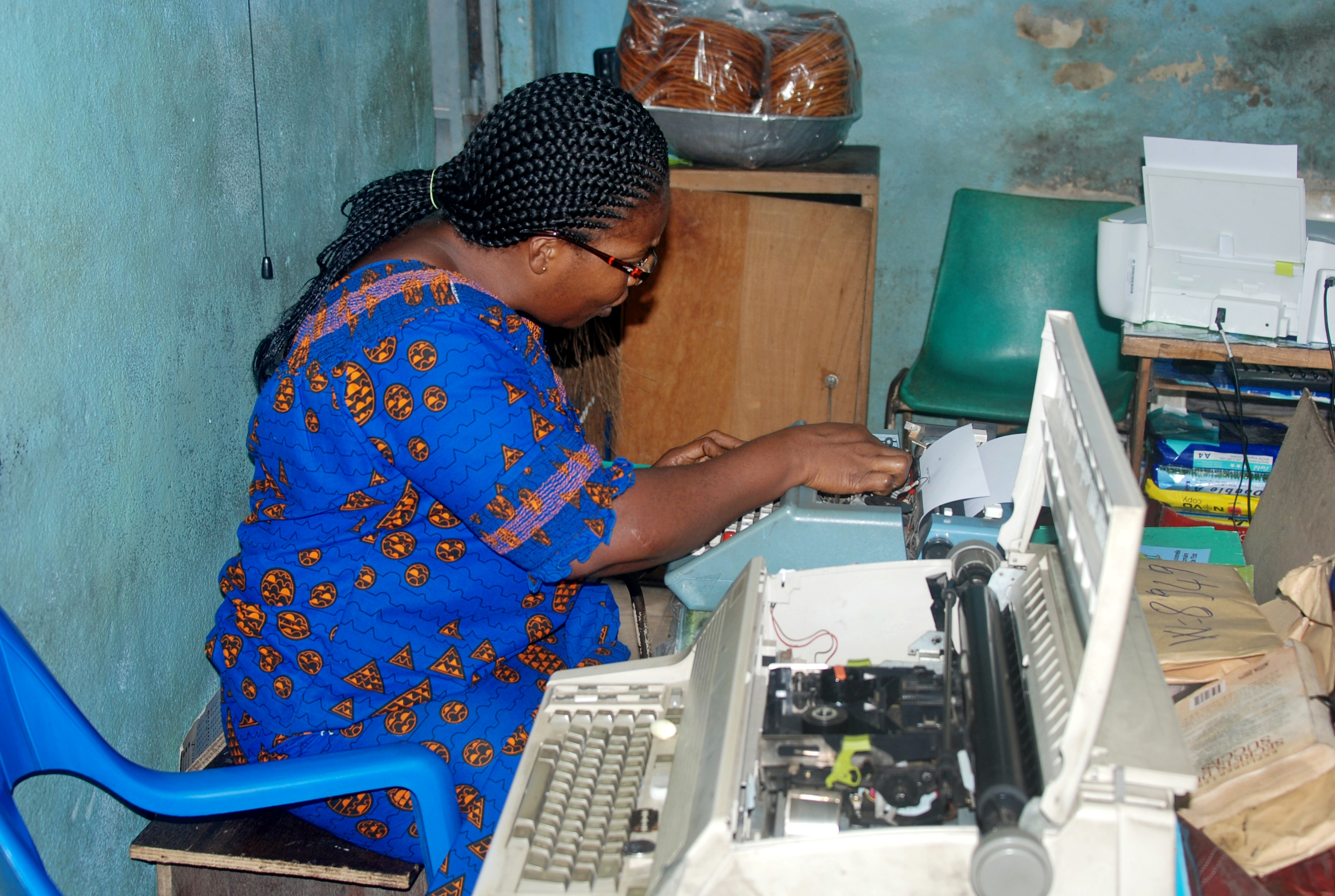
Une femme dactylographe à Abidjan en Côte d'Ivoire.

Le métier de dactylographe a émergé à la fin du XIXe siècle, se généralisant lors de la Belle Époque, la production de masse de machine à écrire débutant aux États-Unis à la fin des années 1880. Associé à celui de sténographe, il consistait principalement, au début, à taper à la machine les notes sténographiées, voire parfois à transcrire les enregistrements sur dictaphones (ainsi chez Sears, Roebuck and Company à Chicago). Ainsi, les milieux journalistiques et les sténographes chargés de la transcription des débats parlementaires furent les premiers à adopter les machines à écrire. Au début, les premières machines à écrire servaient davantage à utiliser à domicile les techniques d'imprimerie qu'à écrire rapidement (l'écrivain Mark Twain fut l'un des premiers à acheter une machine à écrire). Mais progressivement, la mécanisation de l'écriture a été admise, l'importance d'une belle écriture déclinant.
Ce processus d'émergence de la dactylographie a d'abord été initié par le milieu des affaires, avec l'application du taylorisme à l'organisation des bureaux, théorisée par exemple par William Leffingwell ou le couple Gilbreth (auteurs du roman autobiographique Treize à la douzaine). Il s'est ensuite étendu à l'administration, pendant que le métier de dactylographe était sujet, dès les années 1910, à une standardisation, concomitante à celles des machines à écrire. Des méthodes de dactylographie ont ainsi été inventées, jusqu'à ce que celle qui consiste à taper à dix doigts, sans regarder le clavier, prenne le dessus (les premières méthodes n'utilisaient que deux ou trois doigts). En même temps, les claviers étaient standardisés, dans une procédure n'excluant pas un certain nationalisme (l'affiche publicitaire de la machine de la Manufacture d'armes de Paris, en 1924, présente des poilus). Certaines propositions tombent ainsi dans l'oubli, telle le clavier ZHJAYSCPG d'Albert Navarre, auteur de traités de dactylographie, ou la disposition Dvorak qui ne parvient pas à s'imposer face au clavier QWERTY.
Ce processus de standardisation, qui touche l'Europe après la Première Guerre mondiale, s'associe à la bureautique comme méthode d'organisation du travail du bureau, avec la création d'espaces singuliers et de meubles spécifiques (la chaise Flambo, le Burodactyl, etc.), dans un double souci d'ergonomie et d'intensification de la productivité des dactylographes. Ces améliorations sont médiatisées par des revues, telles que la Revue dactylographique et mécanique, Mon Bureau (de Gaston Lavisse) ou System (d'Arch Shaw), tandis que des instituts de formation sont créés dans le monde entier.
Le métier s'est féminisé en même temps qu'il se dégradait sous l'essor de son « organisation scientifique ». Auparavant payé à la semaine ou au mois, les sténographes-dactylographes devinrent payés à la tâche, voire à la ligne, avec un système de primes et d'amendes en cas de faute de frappe et autres erreurs. Des entreprises comme la Manufacture d'armes et de cycles de Saint-Étienne ou la Société des Transports en Commun de la Régie Parisienne créèrent des salles entières consacrées à la dactylographie, centralisant cette fonction, cruciale dans la vente par correspondance qui fut pionnière dans ce processus.

### Concours
Des concours de vitesse ont été organisés au début du XXe siècle, dans une optique à la fois publicitaire et de légitimation de l'organisation scientifique du travail. En France, le premier est organisé en 1889 par Georges Buisson, sténographe à l'Assemblée nationale. En 1911, le second prix, en France, est remporté par des dactylos tapant sur une machine Typo, de la Manufacture d'armes et de cycles de Saint-Étienne.
À l'heure actuelle, les championnats du monde en dactylographie sont organisés tous les deux ans par la Fédération internationale pour le traitement de l'information et de la communication (en abrégé Intersteno) lors de ses congrès bisannuels. Cette Fédération a été créée à Londres en 1887, sous le nom Intersteno. Ce premier congrès s'intéressait seulement à la prise de notes (sténographie), les concours (en sténographie) sont apparus plus tard puis, comme la technique d'écriture à la machine à écrire se répandait de plus en plus, des concours de vitesse de frappe ont été ajoutés dès le début du XXe siècle.
Vingt congrès ont eu lieu jusqu'en 1937. Mais après une période d'inactivité, les congrès ont repris après la seconde guerre mondiale et ont été régulièrement organisés tous les deux ans; le premier de cette "époque moderne" qui est en fait le 21e, a eu lieu à Monaco en 1955. Les deux derniers congrès Intersteno (49e et 50e) se sont déroulés à Gand (Belgique) du 13 au 19 juillet 2013 et à Budapest (Hongrie) du 18 au 24 juillet 2015.
Les championnats du monde en vitesse et précision de frappe ne s'appellent plus concours de dactylographie mais concours de production de texte. Et bien entendu, les claviers des machines à écrire ont été remplacés par des claviers d'ordinateur.
Les concurrents de ces championnats du monde sont classés en différentes catégories, en fonction de leur âge. À Paris, le champion de la catégorie "élève" est un jeune français de moins de 18 ans (Jules Durtette) qui a reçu la médaille d'or pour avoir atteint 500,63 caractères à la minute avec seulement 0,03 % d’erreurs; le champion "junior" (de 17 à 20 ans) est tchèque (Luboš Beran) avec 596,47 caractères et un taux d'erreurs de 0,06 %; dans la catégorie "senior" (plus de 20 ans), c'est Hakan Kurt de Turquie qui remporte la palme avec 733,90 caractères et 0,05 % d'erreurs.
Toujours dans la même discipline, Karen Koulakian, actuellement champion de frappe en langue française dans le monde, a fini 2e mondial aux compétitions de 2011 à Paris avec 682,13 caractères par minute et seulement 6 erreurs.
Il faut noter que le record de la championne du monde Helena Matoušková (République tchèque) n'a pas encore été égalé: 955,10 caractères à la minute et un pourcentage d'erreur de 0,03, lors des championnats du monde organisés à Rome en 2003.
Depuis 2003, cette fédération organise également chaque année un concours international de frappe sur clavier par le biais d'Internet avec envoi de diplôme; lors de ces championnats internationaux, certains candidats dactylographient dans 16 langues différentes. Lors de la 12e édition de ce concours international qui s'est terminée le 9 mai 2014, un concurrent italien, Carlo Parisi, a battu le record de frappe pendant 10 minutes par le biais d'Internet en réalisant un score de 969 caractères par minute et zéro faute.
Outre les concours officiels de dactylographie organisés par des fédérations et d'autres organismes semblables, il existe aujourd'hui des sites internet permettant de s'entraîner à la dactylographie, de faire des défis contre d'autres utilisateurs du monde entier, et cela dans de nombreuses langues, avec un classement actualisé en fonction du nombre de test de dactylographie faits par chaque utilisateurs, ainsi qu'un classement des dactylographes les plus performants dans chaque langue, c'est le cas de 10FastFingers, un site web de dactylographie fondé le 17 octobre 2007

## Dans la culture
- Dans le film Populaire[13], Rose Pamphyle (jouée par l'actrice Déborah François) est une championne de dactylographie en 1959. Parmi les figurantes de ce film, on retrouve plusieurs concurrentes des championnats Intersteno : des Belges (Amandine Raths et Laurence Defawe) et des Tchèques (entraînées par Helena Matoušková).